# 紅柱石

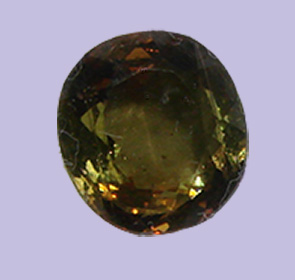
カットされた紅柱石

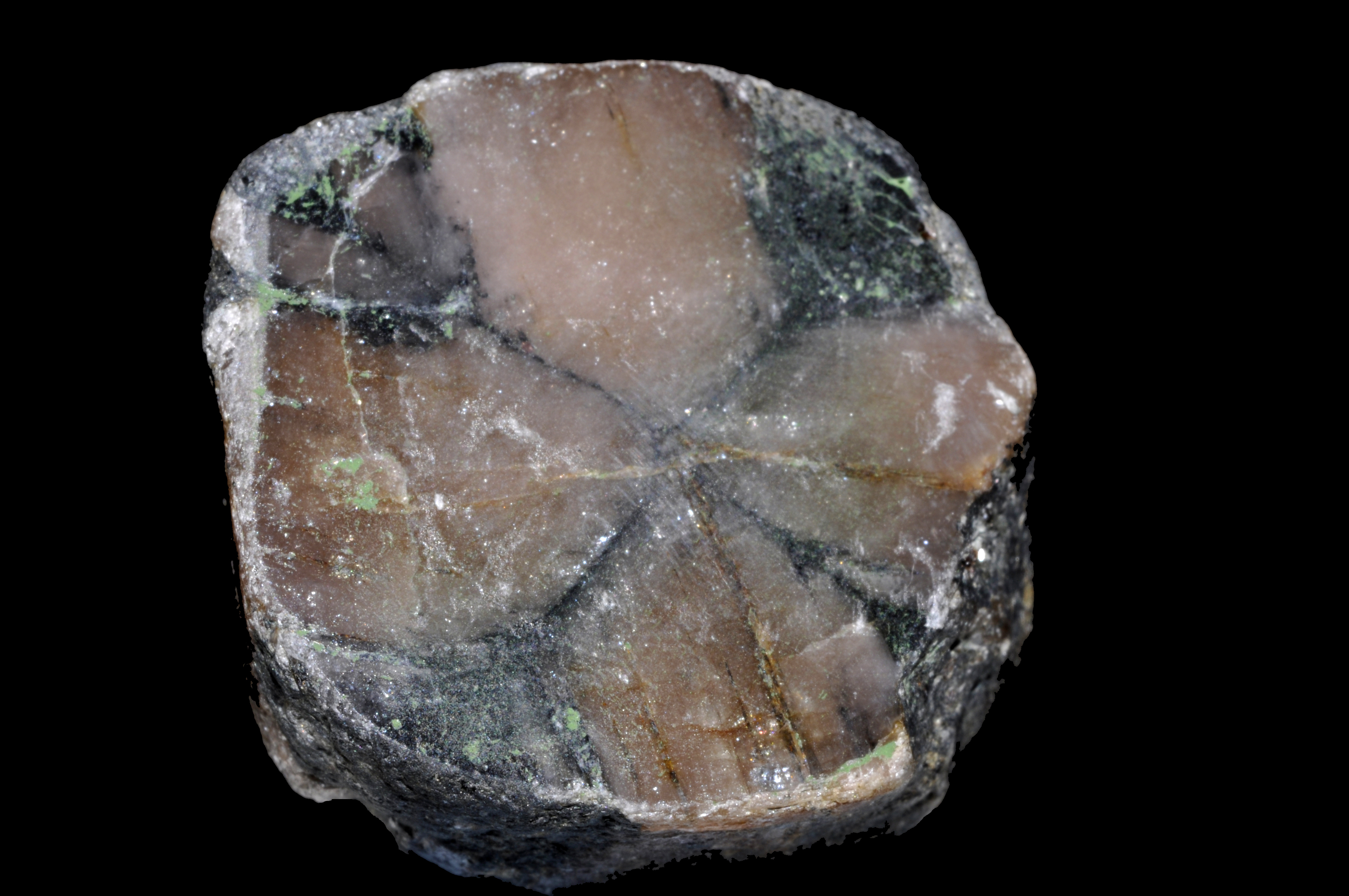
空晶石。十字型の断面が特徴

紅柱石（こうちゅうせき、andalusite、アンダルサイト、アンダリュサイト）は、鉱物の一種。組成はアルミニウムのケイ酸塩 （Al2SiO5）。比重 3.1。モース硬度 7.5。斜方晶系。スペイン・アンダルシア州で発見されたと考えられたことから命名されたが、実際にはカスティーリャ・ラ・マンチャ州グアダラハラ県のエル・カルドソ・デ・ラ・シエラで発見されたと考えられている。
同一化学組成では、他に多形として藍晶石と珪線石がある（同質異像の関係）。紅柱石は低温・低圧で安定。
泥質岩起源の変成岩、ペグマタイトなどに産する。変質して白雲母になっていることがある。ブラジルやスリランカでは、宝石級の結晶を産する。宝石としてカットされることもあるが、多色性が大きい。
炭素包有物を含むものを空晶石（chiastolite）という。